# Belz (Ukraine)
Pour les articles homonymes, voir Belz.
Ne doit pas être confondu avec Bălţi en Bessarabie, le shtetl de la chanson Belz mayn shteitele
Belz (en ukrainien et en russe : Белз ; en polonais : Bełz ou Bełsk ; en yiddish : בעלז) est une petite ville de l'oblast de Lviv, en Ukraine. Sa population s'élevait à 2 267 habitants en 2019.

## Géographie
Belz est située à proximité de la frontière polonaise, à 61 km au nord de Lviv. 

## Histoire
La ville existe depuis au moins le Xe siècle, en tant que l'un des bastions des Villes Rouges (la Ruthénie), des bastions durant les règnes tchèque et polonais, c'est-à-dire du XIe au XIVe siècle.
Depuis 981, Belz fait partie de la Rus' de Kiev (duché de Kiev, puis de Halych), à l'exception de la période entre 1018 et 1031, où elle appartenait à la Pologne. En 1366, elle est annexée par le royaume de Pologne des Piast et, en 1377, acquiert les privilèges urbains (droit de Magdebourg). Elle reste polonaise jusqu'au premier partage de la Pologne, en 1772.
De 1462 à 1793, elle fut chef-lieu de voïvodie, passant des mains de la Pologne en 1772 à celles de l'empire d'Autriche en 1793. Sous l'Empire austro-hongrois, elle fit partie de la région de la Galicie et de la Lodomérie. C'est à cette époque qu'elle devint le centre de l'une des dynasties hassidiques, appelée Belz d'après la ville. Shalom Rokea'h de Belz (1779 - 1855), également appelé le Sar Shalom (Ministre de la Paix), fut le premier Belzer Rebbe, de 1817 à 1855. 
De 1919 à 1939, Belz fut de nouveau rattachée à la Pologne. A la veille de la seconde guerre mondiale, Belz comptait 6100 habitants dont 3600 Juifs, 1600 Ukrainiens et 900 Polonais. 
De 1939 à 1944, la ville fut occupée par l'Allemagne nazie, et rattachée au Gouvernement général. Belz est située sur la rive gauche de la rivière Solokiya (affluent du Boug), qui était la frontière germano-soviétique en 1939-1941. 
Avant l'occupation de la ville par les Allemands, la majorité des Juifs réussissent à s'échapper à l'est. Les nazis établissent un camp de travaux forcés dans lequel étaient emprisonnés les Juifs des villes voisines. En mai 1942, il y avait 1 540 Juifs à Belz[source insuffisante]. Le 2 juin 1942, environ 1 000 personnes ont été déportées de Belz à Hrubieszów puis déportés au camp d'extermination de Sobibor. En septembre 1942, 504 Juifs restés dans la ville subissent le même sort[source insuffisante],[source insuffisante].
Après la guerre, le territoire revint à la Pologne jusqu'en 1951. Après un réajustement mineur de frontière, elle passa à l'Union soviétique et fut incorporée à la république socialiste soviétique d'Ukraine. Depuis 1991, Belz fait partie de l'Ukraine indépendante.

## Population
Recensements (*) ou estimations de la population :
| 1939  | 1959* | 1970* | 1979* | 1989* | 2001* | 2010  | 2011  |
| ----- | ----- | ----- | ----- | ----- | ----- | ----- | ----- |
| 6 100 | 2 221 | 2 705 | 2 684 | 2 378 | 2 478 | 2 357 | 2 359 |

| 2012  | 2013  | 2014  | 2015  | 2016  | 2017  | 2018  | 2019  |
| ----- | ----- | ----- | ----- | ----- | ----- | ----- | ----- |
| 2 363 | 2 343 | 2 352 | 2 347 | 2 322 | 2 308 | 2 297 | 2 267 |

## Anecdotes culturelles
Belz fut une ville importante pour les Juifs de Galicie, et l'ancien siège de la dynastie hassidique de Belz (en).
Belz est aussi un lieu très important pour les catholiques ukrainiens et polonais, en tant que lieu où la Vierge noire de Częstochowa est supposée avoir résidé pendant plusieurs siècles jusqu'en 1382, année à laquelle Władysław Opolczyk, prince d'Opplen, prit l'icône [source insuffisante].

## Personnalités

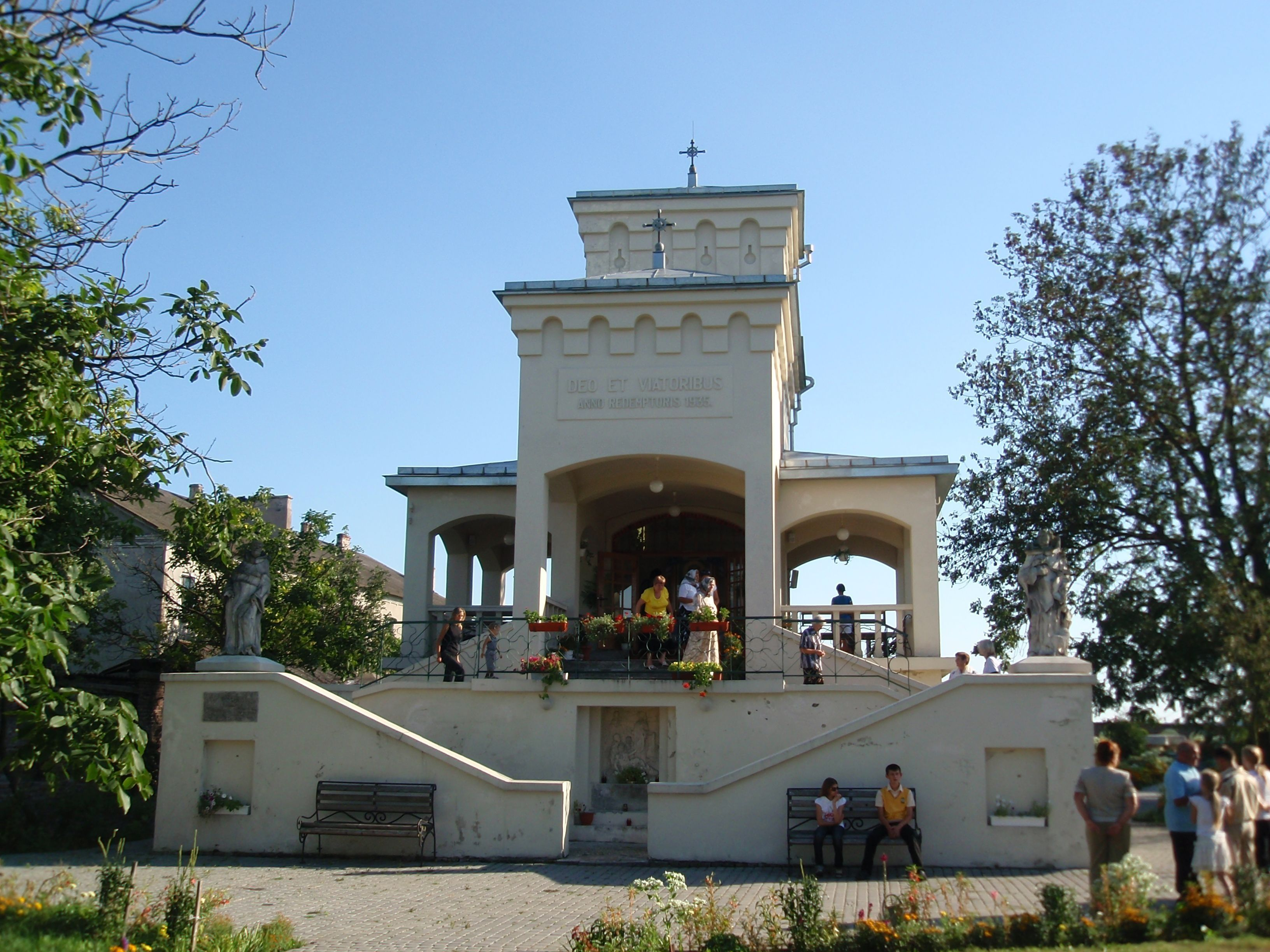
Chapelle st-Valentin classée[7].
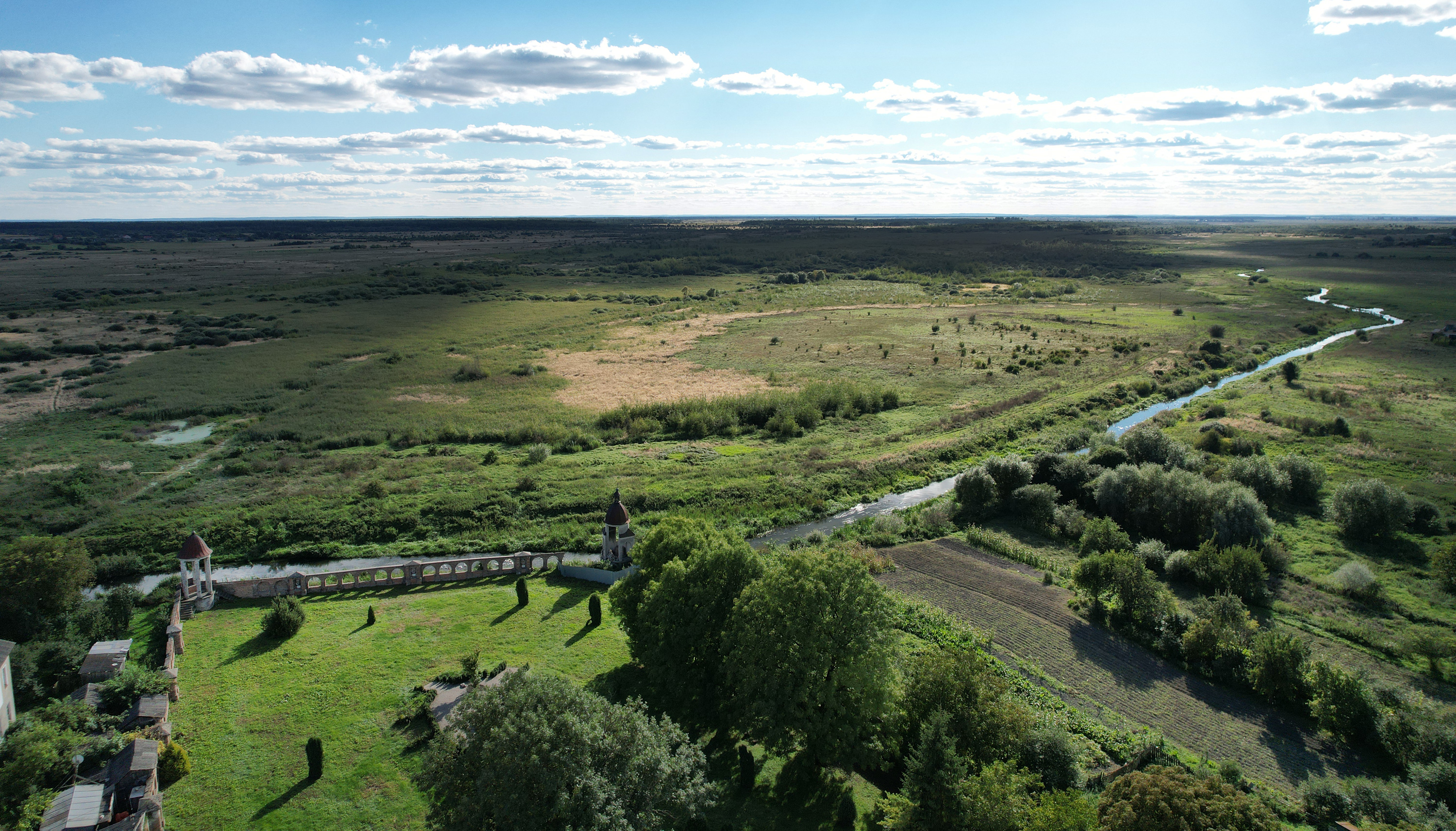
Site fortifié  classé[8].
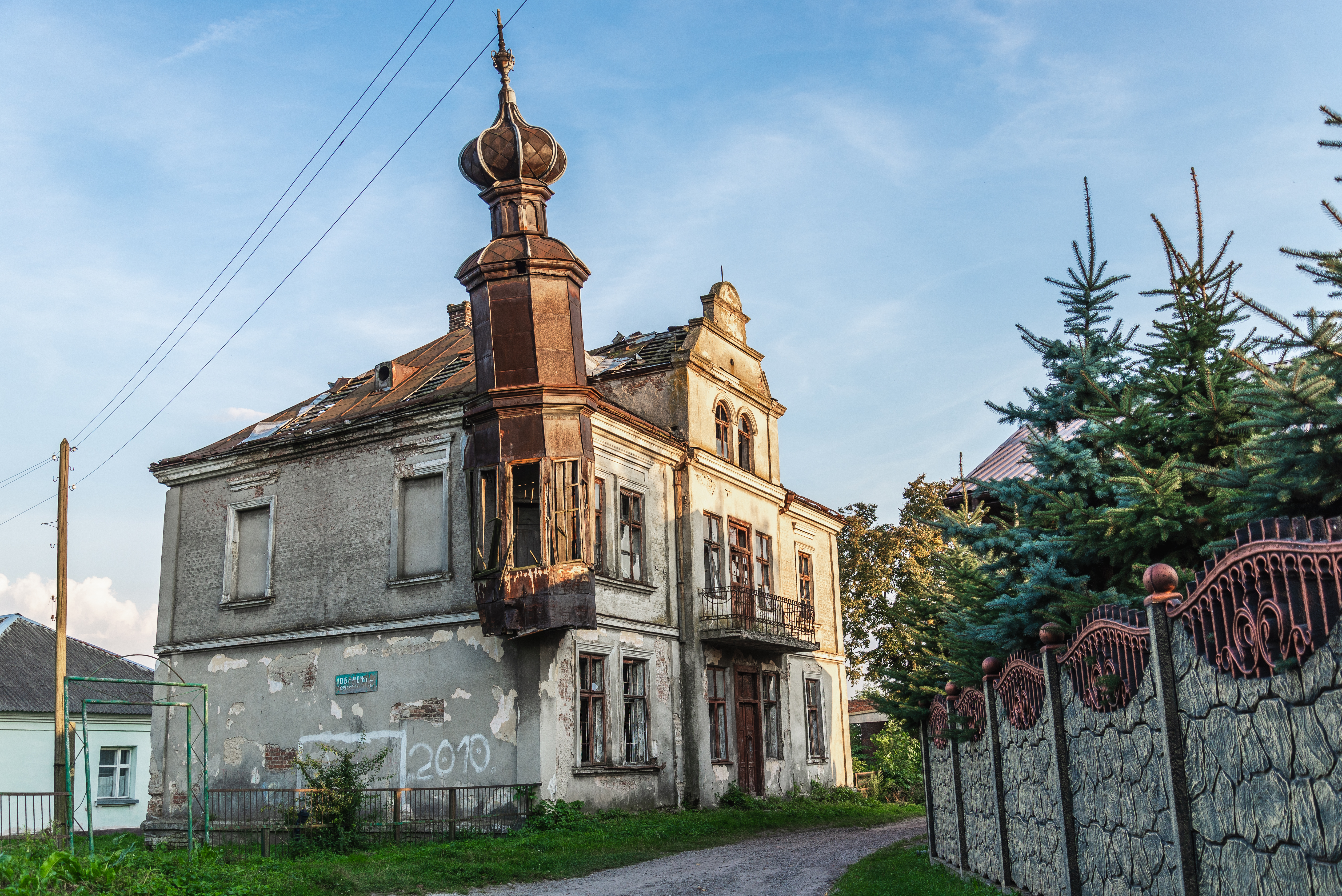
Synagogue Iszre Lew classée[9].
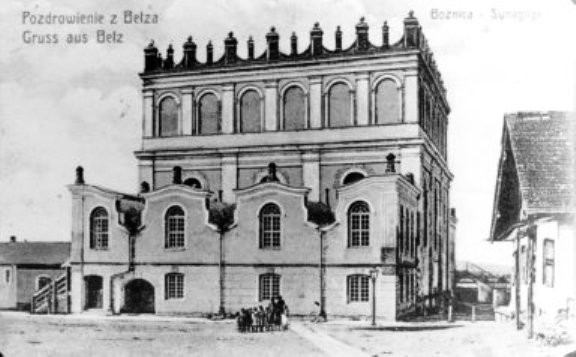
Grande synagogue de Belz.
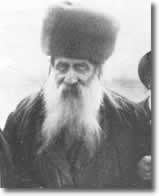
Le troisième rebbe de Belz, Yissakhar Dov Rokeakh (I).

- Vsevolod Mstislavich de Volhynie (1170-1196) : knyaz de Belz
- Léon Ier de Galicie (1245-1264) : prince de Belz
- Jurij Narymuntowicz (ca.1326-ca.1377) : Lituanien, prince de Belz
- Jaśko Mazowita (fin du XIVe siècle - début du XVe siècle) : préfet de Belz
- Jan Kamieniecki (1463-1513) : staroste polonais de Belz
- Jan Zamoyski (1542-1605) : staroste polonais de Belz
- Yoël Sirkis (1561-1640) : grand Rabbin et l'un des Aharonim
- Rafał Leszczyński (1579-1636) : voïvode polonais de Belz
- Jakub Sobieski (1580-1646) : voïvode polonais de Belz
- Stanislas Potocki (1753-1805) : staroste polonais de Belz
- Rebbe Shalom Rokea'h (1779-1855)
- Rebbe Yehoshua Rokea'h (1825-1894)
- Rebbe Yissachar Dov Rokea'h (I) (1854-1926)
- Rebbe Aharon Rokeach (1877-1957)
- Nissan Spivak (1824-1906), chantre
- Benzion Witler (1907-1961), chanteur yiddish